# IXe siècle
Le IXe siècle (ou 9e siècle) commence le 1er janvier 801 et finit le 31 décembre 900.

## Événements

### Afrique
- IXe siècle-XIe siècle : 
  - islamisation de la corne de l'Afrique. Des marchands arabes s’installent sur les côtes africaines de la mer Rouge et du golfe d'Aden et convertissent à l’islam la population (d’origine hamitique), dès le VIIIe siècle pour les Bedjas, de la fin du IXe siècle au XIe siècle pour les pasteurs nomades de la côte des Somalis[1].
  - des marchands musulmans originaires d’Arabie et de Perse fondent à partir du VIIIe siècle des comptoirs commerciaux sur la côte de l'Afrique orientale comme Mogadiscio (fondée vers 740 par des Zaydites exilés), Barāwa (Brava), Malindi, Mombasa, Kilwa, Sofala sur le continent et sur les îles de Pate, Ḳanbalū (Pemba), Kizimkazi (Zanzibar)[2]... Ces établissements sont concurrents et vivent indépendamment les uns des autres.
- IXe siècle :
  - les Bedjas envahissent le nord de l’Éthiopie. Selon l’historien arabe Al-Yaqubi qui écrit vers 872, ils créent entre Assouan et l’Éthiopie les royaumes de Naqis, de Baqlin, de Bazèn, de Giarin et de Qat’a[3]. Ils laissent des traces dans les poésies du nord de l’Éthiopie, où la tribu des Rom se distingue particulièrement. Elle semble s’être éteinte après une certaine période de puissance. Elle laisse des tombes curieuses et le souvenir de leurs richesses[4].
  - à la fin du siècle, les souverains de Ghana étendent leur autorité à l’ouest sur la région aurifère du Galam et sur le Tekrour, à proximité de Djenné et de Tombouctou, et au nord sur certaines tribus berbères du Sahara[5].
- IXe et Xe siècles : la civilisation d'Igbo-Ukwu, caractérisée par son travail du bronze à la cire perdue se développe au Nigeria oriental[6].
- 789-895 : dynastie Idrisside au Maroc[7].

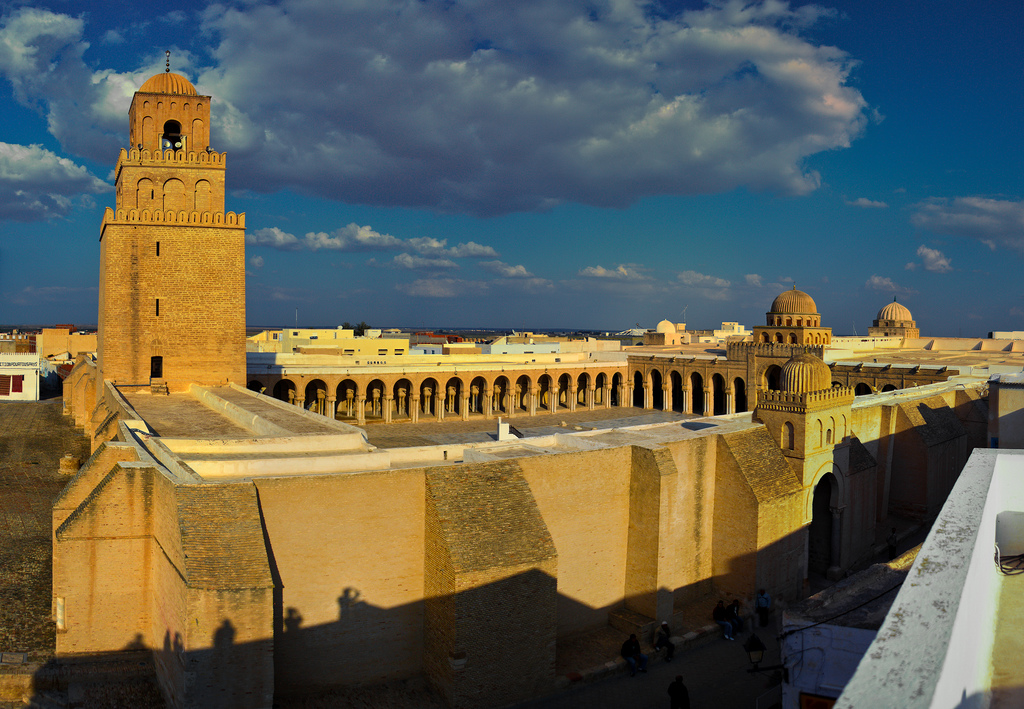
Vue de la grande mosquée de Kairouan datant principalement du IXe siècle (Tunisie).

- 800-909 : la puissante dynastie des Aghlabides règne en Ifriqya (actuelle Tunisie, moitié orientale de l’Algérie et la Tripolitaine). À partir de leur capitale Kairouan, ils administrent habilement ce vaste territoire et s'avèrent de grands bâtisseurs (nombreuses mosquées, ribats, installations hydrauliques, etc.). Leur réalisation la plus remarquable consiste dans la reconstruction et l'agrandissement de la grande mosquée de Kairouan considérée comme un véritable joyau de l'art musulman[8].
- Vers 800 : la ville de Djenné-Djeno au Mali, la plus vieille cité d’Afrique de l’Ouest (cf. 250 av. J.-C.), atteint 10 000 habitants environ[9].
- Vers 800-1085 : les rois du Kanem (Tchad) fondent la ville de Njimi, qui devient leur capitale. En 1085, le roi Oumé se convertit à l’islam[10].
- Vers 850-1000 : la dynastie des Dia-Ogo règne sur le Tekrour au Sénégal[11], constitué par le peuple Toucouleur (mélange de Peuls et de Sérères[12]).

### Amérique

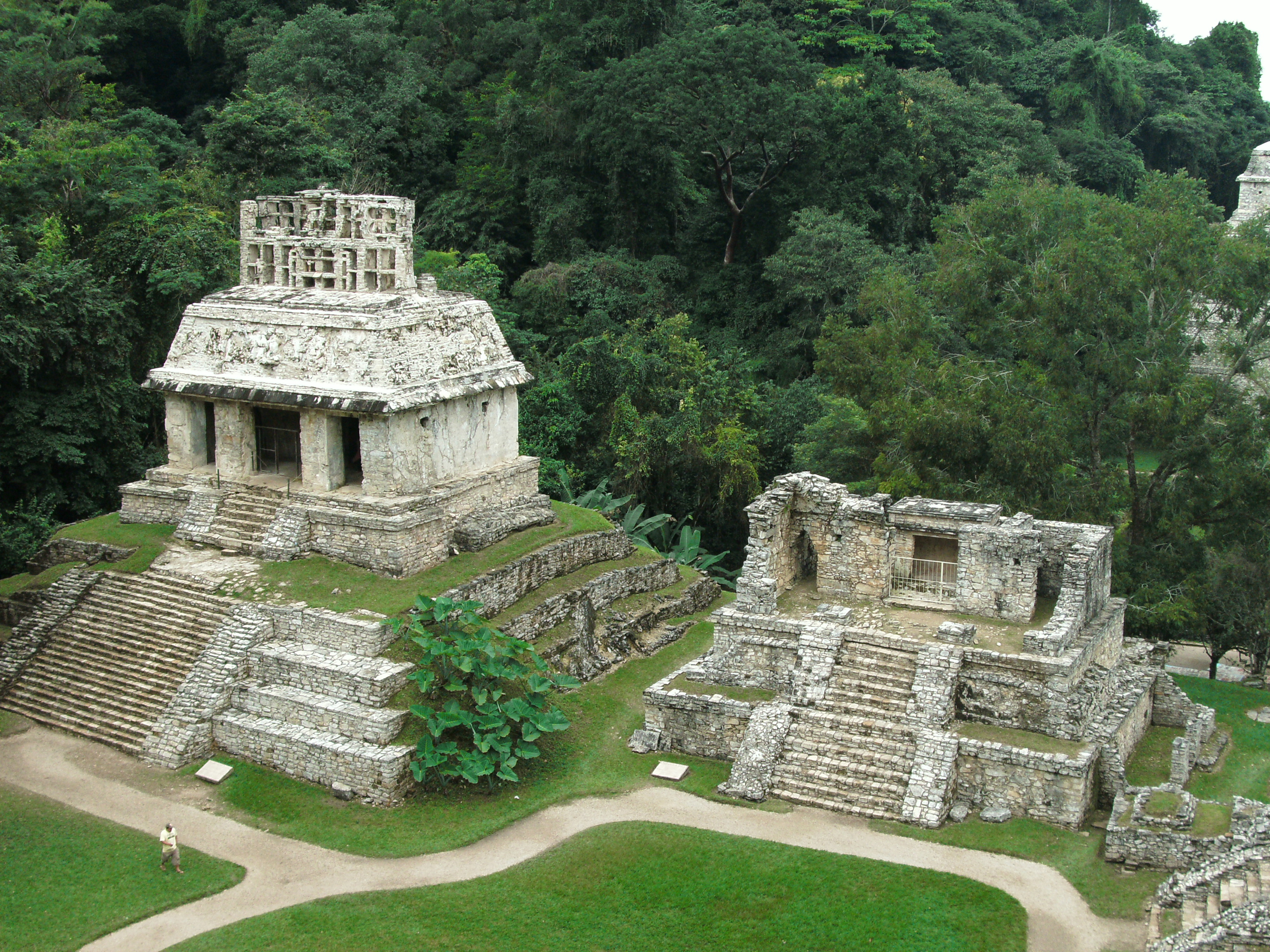
Ruines de Palenque.

- 800-950 : classique terminal de la civilisation maya. Effondrement des grandes cités mayas des Basses-Terres du sud à la suite d'une nouvelle série de sécheresses à partir de 780, dans un contexte de surexploitation du milieu par l’agriculture sur brûlis et de guerres constantes. Les principales villes sont abandonnées (Copán et Palenque après 800, dépeuplement de Tikal après 830) et les populations se dispersent et migrent vers le nord et le Yucatán. Toniná reste active jusqu'en 909 tandis que Seibal connait un essor rapide entre 830 et 930[13],[14].
- 800-1050 : première séquence culturelle de la civilisation Patayan sur le cours inférieur du Colorado[15].
- 825-1000 : à la suite de violentes éruptions volcaniques qui causent des changements climatiques importants, de nombreux Athabaskans émigrent d'Alaska vers le sud ; une partie le long de la côte dans la région actuelle de Vancouver et de l'État de Washington (Chasta Costa, Tututni, Galice, Hupa, Kato), un autre groupe à l’intérieur des terres par le Grand Bassin vers les actuels Arizona et Nouveau-Mexique. Il se divise plus tard en deux groupes linguistiques, les Navajos et les Apaches (Jicarillas, Mescaleros, Chiricahuas, Apaches de l'Ouest) dans les régions voisines du territoire des Anasazis[16]. Ils entretiennent des rapports hostiles avec les sociétés indigènes.

### Asie
- 794-1185 : époque de Heian au Japon[17].
- 840-924 : les Kirghizes établissent leur hégémonie en Asie centrale après avoir détruit l'Empire ouïgour, puis se replient dans leur région d’origine (Abakan, sur le Haut-Iénisseï), chassés par les Khitans[18].
- 842 : fin de l'Empire du Tibet après l'assassinat du roi Langdarma par un moine bouddhiste. Le pays en proie à la guerre civile se divise en petites principautés[19]. Le Tibet entre dans une période obscure. L’unité du pays se désagrège. Le bouddhisme, pratiquement annihilé, ne connaît un nouvel élan qu’au XIe siècle[20].
- 842-845 : persécution en Chine des bouddhistes, des zoroastriens, des manichéens et des chrétiens nestoriens sous le règne de l'empereur Wuzong[21].
- Vers 850-860 : des souverains qui prétendent descendre du roi Sanjaya dans le centre de Java créent un nouveau royaume de Mataram au détriment des Çailendra qui se retirent à Sumatra[22].
- 881-883 : révolte de Huang Chao. Déclin de la dynastie Tang en Chine[23].

### Proche-Orient
- 809-813 : guerre civile entre les abbassides Al-Amin et Al-Ma'mūn[24].
- 813-830 : règne de Achot Ier d'Ibérie. En Géorgie, la dynastie des Bagratides reconquiert progressivement des territoires sur les occupants arabes[25].
- 820-875 : émergence de dynasties locales en Iran : Tahirides  au Khorassan (820-872), Saffarides dans le Sistan (867-903), Samanides à Boukhara (875-1005)[26].
- 830-833, 837-838, 860-863 : guerre entre l'Empire byzantin et les Abbassides en Asie Mineure[27].
- 833-848 : Mihna (« l'épreuve »), persécution contre les érudits qui n'adhèrent pas au mutazilisme, doctrine officielle du califat  abbasside depuis 827[28].
- Vers 840-880  : compilation des Hadîths, les « dits » du Prophète et de ses proches, qui forme l’essentiel de la tradition (sunna)[29].
- 868-905 : dynastie toulounide en Égypte[30].
- 869-883 : rébellion des Zanj, révolte d'esclaves amenés d'Afrique orientale pour mettre en valeur les marais de l'Irak méridional[31].

### Europe

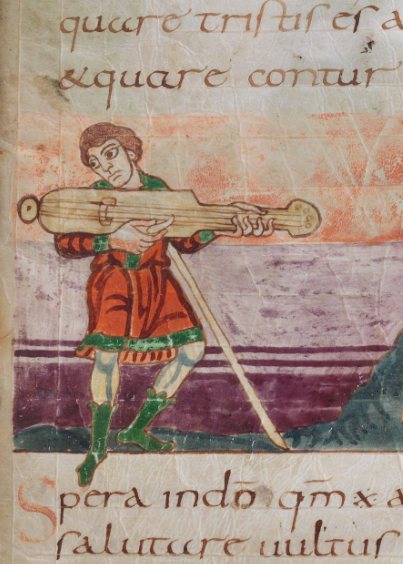
Une illustration tirée du psautier de Stuttgart, vers l'an 830.

- 800-1050 : « Âge des Vikings »[32]. Incursions des Scandinaves en Grande-Bretagne, en Irlande, contre l'empire carolingien jusqu'à la péninsule Ibérique et la Méditerranée. Dans une deuxième phase (vers 850-900), ils organisent la conquête de territoires et la colonisation (royaume viking d'York, Orcades, Shetland, Islande, Féroé, Danelaw) et soumettent les populations locales au tribut.
- 800 : sacre de Charlemagne. Restauration de l'empire d'Occident (renovatio imperii)[33].
- 813-843 : deuxième période iconoclaste de l'Empire byzantin[34].
- 824 : le chef vascon Eneko Arista devient le premier roi de Navarre[35].
- 833-907 : royaume de Grande-Moravie[36].
- Vers 840 : le Géographe bavarois énumère les tribus slaves implantées à l'est de l'Elbe et au nord du Danube[37] ; les Polanes sont mentionnés, divisés en Goplanes et Lendizi[38].
- Vers 840-850 : des tribus hongroises occupent la Lévédie et Etelköz, au nord de la mer Noire[39].
- 843 : partage en trois parties de l'empire carolingien par le traité de Verdun[40].
- 869-870 : condamnation de Photios lors du IVe concile œcuménique de Constantinople[41].
- 870-930 : colonisation de l'Islande par les Vikings[42].
- 882 : fondation de la principauté de Kiev[43].
- 880-940 : face aux invasions des Vikings, des Hongrois et des Sarrasins, l'empire carolingien se disloque[44].
- 889-893 : les Petchénègues sont chassés par les Turcs Oghouzes vers l’ouest, entre l’Oural et la Volga, puis entre la Volga et le Don et au nord de la mer d'Azov. Ils se heurtent aux Magyars qu’ils repoussent au-delà du bas Dniepr et du Danube. À la fin du siècle, ils dominent toute la côte de la mer Noire, du Don à la Moldavie[45].
- 895-896 : les Magyars rejetés du bas Danube par les Petchenègues, atteignent les Carpates puis s’installent dans la plaine danubienne[46].

## Personnages significatifs

### Chefs politiques
- Charlemagne (né vers 742-748, mort en 814), empereur d'Occident.
- Basile Ier (811-886) dit le Macédonien, empereur byzantin de 867 à 886[47].
- Louis Ier le Pieux (Chasseneuil, 778 - près d'Ingelheim am Rhein, 20 juin 840), roi des Francs et empereur d'Occident (814-840).

### Scientifiques
- Al-Khwârizmî (783-850) mathématicien et astronome persan.

### Philosophes et théologiens
- Abu Kamil, mathématicien égyptien.
- Benoît d'Aniane (750-821), réformateur religieux.
- Al-Kindi (801-873), philosophe et scientifique arabe, auteur de très nombreux traités (philosophie, médecine, mathématiques, musique, etc.).
- Cyrille (ou Constantin le Philosophe) (827 ou 828 - 869) et Méthode (815 ou 820 - 6 avril 885), évangélisateurs des peuples slaves, inventeurs de l'alphabet cyrillique, patrons de l'Europe.

Voir : Philosophes et théologiens du IXe siècle.

### Écrivain
- Han Yu (768-824), écrivain chinois.